# ルイ・ボナパルト
ルイ・ボナパルト（Louis Bonaparte, 1778年9月2日 - 1846年7月25日）は、シャルル・マリ・ボナパルトの五男でナポレオン・ボナパルトの弟。兄によって、帝国顕官国民軍総司令官（connétable）の職、ホラント王国の王位、サン＝ルー伯爵の称号を与えられた。ホラント国王としての名はローデウェイク1世（フランス語の Louis はオランダ語では Lodewijk となる）。

## 生涯
兄のイタリア遠征やエジプト遠征に参加した。のちにリウマチにかかる。
兄の妻ジョゼフィーヌ・ド・ボアルネの連れ子であるオルタンス・ド・ボアルネと結婚した。オルタンスとの間には男子3人が生まれた。
- ナポレオン・シャルル・ボナパルト（1802年 - 1807年）
- ナポレオン・ルイ・ボナパルト（1804年 - 1831年）：ホラント王ローデウェイク2世
- シャルル・ルイ＝ナポレオン・ボナパルト（1808年 - 1873年）： フランス皇帝ナポレオン3世

しかし陰気な性格のルイと、ジョゼフィーヌに似て陽気で社交的なオルタンスとは性格が合わず、夫婦仲は悪かった。
フランス革命戦争の結果、オランダには1795年にフランスの衛星国家バタヴィア共和国が成立していた。ナポレオンはオランダをイギリス侵攻のための基地と位置づけ、自らの意思に即応できる体制を整えるため、ルイを自分の代理としてオランダに派遣した。ルイは1806年6月22日にハーグに入り、バタヴィア共和国はホラント王国に改組されて、ルイがホラント国王に即位した。
しかしルイは兄の傀儡ではなかった。オランダ人の利益にも配慮し、オランダの王としての責務を良心的に果たした。内政や経済復興にも関心を示し、ナポレオン法典の導入やカトリック教会の復権などを実現し、一方で徴兵制の導入を拒否した。大陸封鎖令にも反対したが、このことと密貿易の横行、さらに1809年にイギリス軍がゼーランド州に上陸したことなどもあって、ナポレオンは1810年に2万人の軍隊をオランダへ派遣する一方、ルイを退位させた。ルイはボスニアに亡命した。ルイの退位後、ホラント王国はルイの次男ナポレオン・ルイを即位させ、ローデウェイク2世と名乗らせたが、10日後にはホラント王国はフランス帝国に併合され、シャルル＝フランソワ・ルブランが総督としてアムステルダムに駐在した。
また、同じ1810年にルイはオルタンスと離婚した。子供のうち三男のシャルル・ルイ＝ナポレオンはオルタンスが引き取って育てた。

## 人物
ナポレオンは兄弟たちをフランスのフリーメイソンの高位職につけた。ルイも1804年にフランス・グラントリアンの副グランドマスター(グランドマスターは兄ジョゼフ)に任じられた。